# Tokudaia muenninki
Tokudaia muenninki är en däggdjursart som beskrevs av Johnson 1946. Tokudaia muenninki ingår i släktet Tokudaia och familjen råttdjur. Inga underarter finns listade i Catalogue of Life.
Denna gnagare lever endemisk i norra delen av ön Okinawa som tillhör Japan. Regionen ligger cirka 300 meter över havet. Habitatet utgörs av skogar med tät undervegetation.
Arten når en kroppslängd (huvud och bål) av 11,2 till 17,5 cm, en svanslängd av 9,2 till 13,2 cm och en vikt av 132 till 169 g. Bakfötterna är 3,0 till 3,3 cm långa och öronen är 2,2 till 2,3 cm stora. I den mjuka pälsen på ovansidan som har en gulbrun till rödbrun färg är flera bruna taggar inblandade som har en svart spets vad som ger ett mörkare utseende. Undersidan är täckt av blek päls som varierar mellan grå och gul. Antalet spenar hos honor är två par. Tokudaia muenninki har en diploid kromosomuppsättning med 44 kromosomer.
Individerna är nattaktiva och de gräver horisontala tunnlar i sluttningar. De äter frön av bokväxter från släktena Castanopsis och Lithocarpus som kompletteras med blötdjur samt med krabbor som hittas i vattendrag. Mellan oktober och december föder honor 4 till 10 ungar per kull.
Intensivt skogsbruk är det största hotet mot beståndet. Arten påverkas antagligen negativ av introducerade fiender eller konkurrenter som tamkatt, mangusten Herpestes auropunctatus och svartråttan. Mellan 2007 och 2009 registrerades endast 24 exemplar av Tokudaia muenninki. IUCN kategoriserar arten globalt som akut hotad.